# Тереза Райт
Тереза Райт (на английски: Teresa Wright) е американска актриса. 

## Биография
Мюриел Тереза Райт е родена на 27 октомври 1918 година в Харлем, Ню Йорк, САЩ. Дъщеря е на Марта (родена Еспи) и Артър Хендриксен Райт, застрахователен агент.  Родителите й се разделят, когато тя е малка. Израства в Мейпълууд, Ню Джърси, където посещава гимназията в Колумбия. След като вижда звездата на Хелън Хейс във Виктория Реджина в театър Бродхърст в Ню Йорк през 1936 г., Райт се заинтересува от актьорско майсторство и започва да играе водещи роли в училищни пиеси. 
След завършването на гимназията си през 1938 г. тя заминава за Ню Йорк, съкращава името си на „Тереза Райт“ и е наета да замества Дороти Макгуайър и Марта Скот за ролята на Емили в сценичната продукция на Торнтън Уайлдър „Нашият град“ в Хенри Милър Театър.  Тя поема ролята, когато Скот заминава за Холивуд, за да заснеме екранната версия на пиесата.

### Кариера
Тереза Райт е номинирана два пъти за наградата Оскар за най-добра поддържаща женска роля: през 1941 г. за дебютната си работа в „Малките лисици“ и през 1942 г. за „Госпожа Минивър“, като печеле за втората. Същата година тя получава номинация за Оскар за най-добра женска роля за изпълнението си в „Гордостта на янките“, където партнира на Гари Купър. Известна е и с изпълненията си в „Сянка на съмнение“ (1943) на Алфред Хичкок и „Най-добрите години от нашия живот“ (1946) на Уилям Уайлър.
Райт получава три номинации за награда „Еми“ за изпълненията си в оригиналната телевизионна версия на „Плейхаус 90“ на „Чудотворецът“ (1957), за ролята в „Историята на Маргарет Бурк-Уайт“ и в драматичния сериал CBS „Заливът на делфините“ (1989). Тя спечели признанието на топ филмови режисьори, включително Уилям Уайлър, който я нарече най-обещаващата актриса, която той е режисирал,  и Алфред Хичкок, който се възхищаваше на нейната задълбочена подготовка и тих професионализъм. 

### Личен живот
Тереза Райт е омъжена за писателя Нивън Буш от 1942 до 1952 г. Те имат две деца: син Нивън Теренс Буш (роден на 2 декември 1944) и дъщеря Мери-Кели Буш (родена на 12 септември 1947).  През 1959 година тя се омъжва за драматурга Робърт Андерсън, те се развеждат през 1978 г., но поддържат близки отношения до края на живота си.

### Смърт
Тереза Райт почива на 6 март 2005 г. от инфаркт в болница Йейл-Ню Хейвън в Кънектикът на 86-годишна възраст.  Погребана е в гробището Евъргрийн в Ню Хейвън. 

## Избрана филмография
| Година | Филм                              | Оригинално заглавие         | Роля                 | Режисьор            |
| ------ | --------------------------------- | --------------------------- | -------------------- | ------------------- |
| 1942   | Госпожа Минивър                   | Mrs. Miniver                | Карол Белдън         | Уилям Уайлър        |
| 1942   | Гордостта на янките               | The Pride of the Yankees    | Елинор Туичъл Гериг  | Сам Ууд             |
| 1943   | Сянка на съмнение                 | Shadow of a Doubt           | Чарли Нютън          | Алфред Хичкок       |
| 1946   | Най-добрите години от нашия живот | The Best Years of Our Lives | Пеги Стивънсън       | Уилям Уайлър        |
| 1997   | Ударът                            | The Rainmaker               | (Мис Бърди) Бърдсонг | Франсис Форд Копола |